# 줄포면
줄포면(茁浦面)은 대한민국 전북특별자치도 부안군의 면이다.

## 개요
줄포면은 변산반도 서남쪽 해안에 위치하며, 정읍시와 고창군의 경계 지역으로 정읍, 고창 방면에서 변산반도로 들어가는 관문 역할을 하며 서남쪽에 흥덕면과 동쪽에 고부면과 북서방향에 보안면과 마주하고 있다. 줄포면 1875년 항만의 구축으로 개항되었면서 부안군 남부생활권의 중심지 역할을 했으나 1950년대부터 토사로 인한 바다의 매몰로 점차 항구로서 기능을 상실하게 되어 폐항되었다. 1970년대 야산 개발로 주변 야산이 거의 밭으로 농지를 전용하여 수박, 땅콩, 참깨, 배추, 무우 등을 대단위로 재배하고 있다. 서해안 고속도로 (인천 ∼목포) 인터체인지 건설 등 사회간접자본 투자 등으로 변산반도 및 새만금 방조제 등 관광객의 관문 역할 기대하고 있다.

## 행정 구역
- 난산리
- 대동리
- 우포리
- 장동리
- 줄포리
- 파산리
- 신리

## 교육
| 학교명                 | 소재지                        | 비고        |
| ---------------------- | ----------------------------- | ----------- |
| 줄포초등학교           | 줄포면 줄포초교길 16 (줄포리) |             |
| 난신초등학교           | 줄포면 장산로 264-12 (신리)   | 1997년 폐교 |
| 줄포중학교             | 줄포면 부안로 938 (줄포리)    |             |
| 줄포자동차공업고등학교 | 줄포면 우포로 10 (우포리)     |             |

## 관광지
- 부안김상만가옥 - 중요민속문화재 제150호
- 줄포만갯벌생태공원